# Сърнена антилопа
Сърнената антилопа (Pelea capreolus), известна още като реебок (рийбок) или пелеа, е южноафриканска антилопа, единствен представител на род Pelea, отделян в подсемейство Peleinae, в състава на семейство Кухороги.

## Обща характеристика
Сърнената антилопа, както говори наименованието ѝ, на външен вид наподобява сърна с височина в холката до 80 cm и тегло 18-30 кг, дълги и тънки крайници, дълга шия и големи стърчащи уши. Гъстата ѝ вълнеста козина е сиво-кафява на цвят изсветлявайки до бяло на корема, задницата и под късата опашка. Околоочието също е бяло контрастирайки с големите черни сърнешки очи. Рога имат само мъжките: къси, прави, стърчащи напред над очите.
Антилопите пелеа се срещат само по високопланиските тревисти склонове и плата на Южна Африка, на надморска височина над 1000 m. Катерят се и скачат отлично по скалите. Активни са през деня, предимно сутрин и привечер. Живеят на малки стада от около 12 животни, които всъщност представляват харем от един мъжки с неговите женски и малки. Мъжките ревностно защитават своя харем и треиторията си от натрапници, като през размножителния период (април) стават особено агресивни. Битките между мъжките нерядко завършват фатално за единия от съперниците.
След 9-месечна бременност, през ноември-декември, женските раждат по едно малко, което остава да лежи скрито от стадото за известно време. Полова зрялост тези антилопи достигат на около едногодишна възраст и живеят до 10 години.

## Таксономия
Родствената връзка на сърнената антилопа с останалите антилопи (Antilopinae) от една страна, и с козите (Caprinae) от друга, все още не е напълно изяснена. Донеотдавна се причисляваше към водните козли (Reduncinae), но понастоящем се отделя в самостоятелно подсемейство Peleinae.

## Природозащитен статус
Сърнената антилопа фигурира в Червения списък на световнозатрашените видове на IUCN като незастрашен вид .

## Допълнителни сведения
Сърнената антилопа се нарича рийбок (reebok) на африканс и на нея е кръстена популярната британска спортна марка Reebok, понастоящем под шапката на германският концерн Adidas.